# Бертоло, Николас
Никола́с Сантья́го Берто́ло (исп. Nicolás Santiago Bertolo; 2 января 1986, Кордова) — аргентинский футболист, центральный полузащитник.

## Карьера

### Клубная
Николас Бертоло начал карьеру в молодёжном составе клуба «Институто Сентраль Кордова», болельщиком которого он был. В возрасте 13-ти лет он перешёл в клуб «Бока Хуниорс». 10 января 2006 года он дебютировал в основном составе команды в матче с «Велес Сарсфилд», выигранном «Бокой» 3:2. Через год он, выступая за молодёжный состав «Хуниорс», выиграл юношеский Кубок Либертадорес. Через год он прошёл просмотр в итальянском клубе «Пьяченца», однако команде не подошёл.
В феврале 2008 года Бертоло, на правах аренды, перешёл в уругвайский «Насьональ», за который провёл 15 игр, забив 3 гола и был назван лучшим игроком чемпионата Уругвая. Кроме 15-ти матчей в чемпионате страны, Бертоло сыграл 5 игр команды в Кубке Либертадорес, где забил 2 гола.
Летом 2008 года Бертоло вернулся в «Боку», откуда был продан клубу «Банфилд», заплатившему за 50 % прав на футболиста сумму в 320 тыс. евро. В составе «Банфилда», Бертоло получил титул лучшего полузащитника Апертуры 2008. 27 февраля 2009 года он забил первый гол за клуб, поразив ворота «Росарио Сентраль»; в этой игре его команда победила 3:1. Зимой 2009 года «Банфилд» выкупил оставшуюся часть прав на контракт игрока за 750 тыс. долларов; у «Боки» осталось лишь право на получение половины стоимости Бертоло, в случае его продажи.
20 июля 2009 года Бертоло был продан итальянскому клубу «Палермо» за 4 млн евро. Он дебютировал в составе клуба 15 августа в матче Кубка Италии со «СПАЛом», который палермцы выиграли 4:2; в этой ире Бертоло заменил Антонио Ночерино. 8 дней спустя Бертоло сыграл первый матч в серии А, заменив Фабио Симплисио на 60-й минуте встречи с клубом «Наполи»; «Палермо» матч выиграла 2:1.
6 августа 2010 года Бертоло на правах аренды перешёл в «Сарагосу».
В 2013 году вернулся в «Банфилд». С середины 2015 года и до середины 2016 выступал за «Ривер Плейт». В очередной раз вернувшись в «Банфилд» в августе 2016 года, в первом же матче сезона 2016/17 Бертоло проиграл свой предыдущей команде «Ривер Плейту» со счётом 1:4.

### В сборной
В мае 2011 года главный тренер сборной Аргентины Серхио Батиста включил Бертоло в заявку на ближайшие товарищеские встречи. 1 июня аргентинский полузащитник дебютировал в национальной команде, выйдя во втором тайме игры с Нигерией. Матч закончился поражением южноамериканцев со счётом 1:4. 5 июня Николас вышел в стартовом составе на товарищескую игру с поляками, однако был заменён после перерыва. В итоге Аргентина потерпела поражение 1:2. С того времени Бертоло больше не получал вызовов в сборную своей страны.